# Ченевикс, Ричард
Ричард Че́невикс (англ. Richard Chenevix; около 1774, Дублин — 5 апреля 1830, Париж) — ирландский химик и минералог. Член Лондонского королевского общества (с 1801). Действительный член Королевского общества Эдинбурга (с 1803). Литератор.

## Биография
Ирландец французского происхождения. Родился в семье полковника. Образование получил в университете родного города.
В 1798 году в «Annales de Chimie» появилась первая статья о его химических опытах. В 1800 году начал регулярно публиковать статьи о своих исследованиях в английском «Журнале Николсона» (Nicholson’s Journal). Его первая работа связана с анализом одной из новых разновидностей свинцовой руды — хлористого карбоната. В 1801 году состоялось первое публичное выступление учёного Королевскому обществу, которое было напечатано в «Philosophical Transactions».
В том же году опубликовал в «Журнале Николсона» «Наблюдения о предполагаемой магнитной способности никеля и о количестве серы в серной кислоте».
Занимался среди прочего опытами с Арсенатами меди.
В 1803 за его многочисленные статьи по химии, напечатанные в «Philosophical Transactions» Р. Ченевиксу была присуждена высшая награда Королевского общества Великобритании, присуждаемая «за выдающиеся достижения в какой-либо области науки».
С 1808 года жил в Париже. Умер в 1830 году и похоронен на кладбище Пер-Лашез .

## Участие в открытии палладия
Палладий был найден У. Волластоном (1803) в ходе экспериментов с сырой платиной, в той части её, которая растворима в царской водке. С открытием палладия связана следующая история.
Когда Волластон получил некоторое количество металла, он, не опубликовав сообщения о своём открытии, распространил в Лондоне анонимную рекламу о том, что в магазине торговца минералами Форстера продаётся новый металл палладий, представляющий собой новое серебро, новый благородный металл.
Среди английских химиков-аналитиков, в большинстве своем традиционно чопорных или флегматичных, выделялся Ричард Ченевикс. Ирландец по происхождению, человек вспыльчивый и неуживчивый, он особо жаждал разоблачить «мошенническую проделку» и, пренебрегая высокой ценой, купил слиток палладия и стал его анализировать. Предвзятость взяла свое: очень скоро Ченевикс пришел к убеждению, что названный палладием металл «не новый элемент, как постыдно заявлялось», а предположил, что металл изготовлен из платины путем её сплавления с ртутью по методу русского учёного А. А. Мусина-Пушкина.
Своё мнение Ченевикс сразу же высказал — сначала в докладе, прочитанном перед членами Лондонского Королевского общества, а затем и в «Журнале химического образования».
В ответ на это анонимный автор рекламы объявил, что он готов выплатить 20 фунтов стерлингов тому, кто сумеет искусственно приготовить новый металл. Но ни Ченевикс, ни другие химики не смогли этого сделать. Через некоторое время Волластон сообщил официально, что он автор открытия палладия и описал способ его получения из сырой платины.

## Творчество
Ченевикс также является автором «Mantuan Revels», комедии «Генрих Седьмой» (Henry the Seventh), исторической трагедии и «Леоноры» (Leonora) и ряда стихотворений, которые были опубликованы в «Эдинбургском обозрении» в 1812 году. Посмертно его работы были опубликованы в 1830 году в двух томах под названием «An Essay upon Natural Character». В «Каталоге научных журналов Королевского общества» приводятся названия двадцати восьми его статей о исследованиях и опытах, которые проводил Ченевикс, во Франции были опубликованы девять других его химических мемуаров.
Ченевикс был членом Лондонского королевского общества, Королевского общества Эдинбурга, Ирландской академии и нескольких других научных обществ Европы.

## Избранные публикации
- «Наблюдения в минералогических системах»
- «An Essay upon Natural Character» (1830)

## Награды
- 1803 — Медаль Копли

## Память
- В честь химика назван минерал «Ченевиксит» (Chenevixite)